# Диск Эйри

Созданное компьютером изображение диска Эйри. Интенсивность серого цвета была изменена, чтобы усилить яркость внешних кругов узора Эйри.

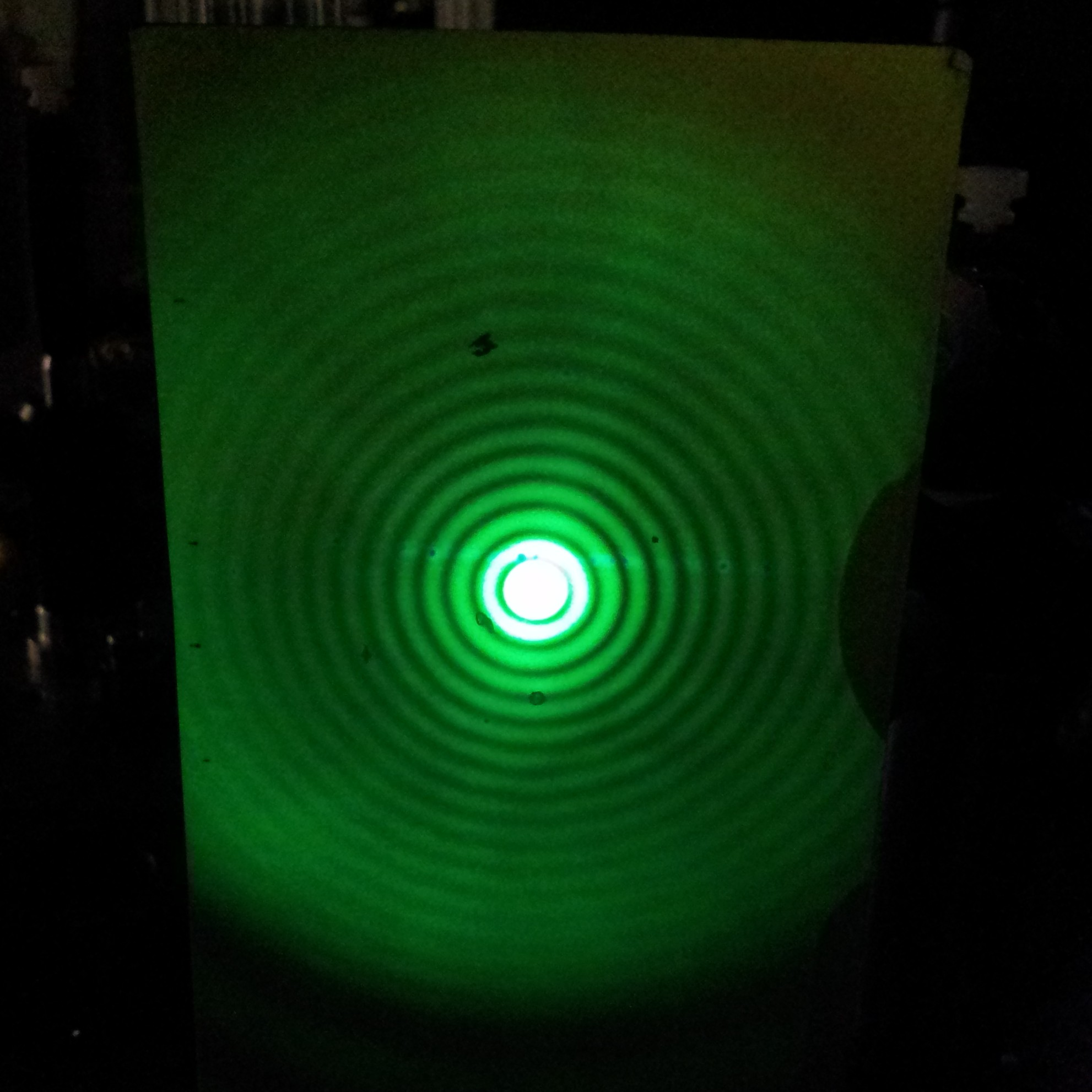
Реальный вид диска Эйри, созданный прохождением лазерного луча через точечное отверстие.

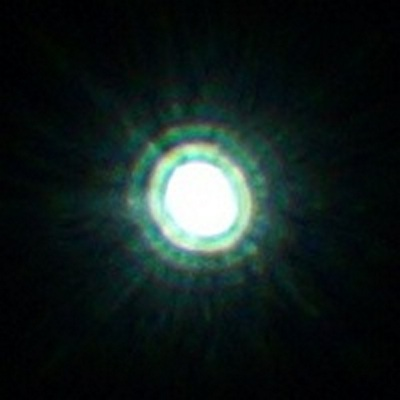
Фотография дифракционной картины, даваемой фотообъективом «Рубинар 10/1000» с
двукратным конвертером «К-1».

Диск Эйри, или узор Эйри, — обозначение светового пятна, которое можно получить при наилучшей фокусировке идеальной оптической линзы с круговой апертурой. Неточечный характер данного пятна связан с явлением дифракции света.
Дифракционный узор, возникающий при прохождении света через равномерно освещённое круглое отверстие, имеет яркую область в центре, известную как диск Эйри. В целом дифракционный узор, включающий пятно и концентрические яркие кольца вокруг него, известен как узор Эйри. Эти явления получили название в честь Джорджа Бидделя Эйри. Данное оптическое явление само по себе было известно ещё до Эйри. Например, Джон Гершель в статье о свете в Encyclopedia Metropolitana 1828 года так описывал вид яркой звезды через телескоп с большим увеличением:

…в благоприятных условиях, при спокойной атмосфере, равномерной температуре воздуха и т. д., звезда видна как совершенно круглый, чётко определённый планетарный диск, окружённый двумя, тремя или большим количеством чередующихся тёмных и светлых колец, которые, если их хорошо рассмотреть, также представляются слегка окрашенными у своих границ. Они следуют друг за другом вокруг центрального диска практически с равным интервалом…
Оригинальный текст (англ.)...the star is then seen (in favourable circumstances of tranquil atmosphere, uniform temperature, &c.) as a perfectly round, well-defined planetary disc, surrounded by two, three, or more alternately dark and bright rings, which, if examined attentively, are seen to be slightly coloured at their borders. They succeed each other nearly at equal intervals round the central disc...
— 
Однако именно Эйри впервые произвёл полный теоретический анализ явления и дал ему объяснение в своей работе 1835 года «О дифракции в объективе с круговой апертурой» (англ. «On the Diffraction of an Object-glass with Circular Aperture»).

## Математическое описание

Трёхмерное представление интенсивности диска Эйри.

С точки зрения математики дифракционный узор характеризуется длиной волны света, освещающего круглое отверстие, и диаметром отверстия. Внешний вид дифракционного узора дополнительно характеризуется чувствительностью глаза или другого детектора, используемого для его наблюдения.
Напряжённость поля описывается формулой {\displaystyle E=2\,{\frac {J_{1}(\alpha )}{\alpha }}}, где {\displaystyle J_{1}} — функция Бесселя первого рода и порядка 1, {\displaystyle \alpha ={\frac {2\pi R\theta }{\lambda }}={\frac {2\pi Rx}{\lambda z}}}, {\displaystyle R} — радиус отверстия, {\displaystyle \theta } — угол дифракции, {\displaystyle x} — расстояние от оси в плоскости изображения, {\displaystyle z} — расстояние от отверстия до плоскости изображения, {\displaystyle \lambda } — длина волны света.
Для интенсивности верна формула {\displaystyle I=E^{2}=4\,\left({\frac {J_{1}(\alpha )}{\alpha }}\right)^{2}}
| Сечение фокусирующегося пучка лучей от объектива при различной сферической аберрации: вверху — отрицательная, по центру — отсутствует, снизу — положительная. Объектив расположен слева от фокуса. |  |
| |  |

Наиболее важным является применение результатов исследования диска Эйри к конструированию камер и телескопов. Из-за дифракции линза или зеркало не могут сфокусировать луч в пятно, меньшее по размерам, чем диск Эйри. Даже если бы можно было изготовить совершенную линзу или объектив, всё равно разрешение изображения, создаваемого этой линзой, будет ограниченным. Оптическая система, в которой разрешение ограничивается лишь дифракцией, а не неточностями в изготовлении линз, называется достигшей дифракционного предела.